# Багаутдін Магомедов
Багаутдін Магомедов (за іншими даними — Багаутдін Кебедов, або Шейх Багаутдін Мухаммад) — духовний лідер дагестанських салафітів (ваххабітів).

## Життєпис
Народився 1942 р. в с. Сантлада Цумадинського району Дагестану.
Створив у Дагестані перший салафітський (ваххабітський) джамаат наприкінці 70-х — початку 80-х років XX ст. До 1982-1984 рр. радянська і партійна влада республіки за підтримки КДБ й МВС тимчасово придушили салафітський рух. Поширення ісламу і навчання майбутній лідер салафізму проводив переважно в Цумадинському і Гунібському районах Дагестану, які у майбутньому стали ядром салафітського джамаату. На переконання Багаутдіна Магомедова, радянська влада у Дагестані не може бути легітимною, бо перебуває у стані «багатобожжя» (араб. ширк). Особливу роль у боротьбі за «чистий іслам» він надавав мусульманській освіті. Шейх Багаутдін Мухаммад створив мережу медресе, найвідомішою була школа «аль-Хікма» (араб. мудрість), що знаходилась у 1989—1997 рр. в Кизилюрті. В 1997 р. на основі низки джамаатів Багаутдін Магомедов створив «Ісламське товариство Дагестану», основною метою якого був вихід ісламського Дагестану зі складу Росії. Цього ж року змушений був емігрувати до Чечні, де проживав спочатку в Гудермесі, а потім в Урус-Мартані. Є одним з організаторів Ісламської шури Дагестану.
Знаходився у федеральному розшуку. Виступав з проповідями через мережу інтернет. Книги Багаутдіна Магомедова заборонені для розповсюдження на території Росії.